# Margarita Matulian
Margarita Matulian (în armeană Մաարգարիտա Մատուլյան; n. 7 iunie 1985, Erevan, Republica Sovietică Socialistă Armeană, URSS) este o artistă plastică și sculptoriță armeană.

## Carieră
Margarita s-a născut în 1985 în Erevan, în familia pictorului Tigran Matulian, artist de onoare al Armeniei.  A absolvit Academia de Stat de Arte Frumoase din Erevan. Din 2010 este membră a Uniunii Artiștilor din Armenia. Margarita lucrează la "Centrul Național de Estetică" în calitate de educator de sculptură la colegiul de arte plastice. Din 2012, operele de artă ale Margaritei Matulian sunt expuse permanent la Galeria de Artă Arame din Erevan, Armenia.
Margarita creează sculpturi din bronz, cupru și hârtie.

## Expoziții

### Expoziții personale
- 2006 - Expoziție de statui de bronz, Galeria Albert & Tov Boiajian, Erevan
- 2010 - "Statui de hârtie", Galeria Academia, Erevan
- 2016 - Expoziție la Ambasada Armeniei în Danemarca, Copenhaga, Danemarca

### Expoziții de grup
- 2007 - "Nouneh Tumanyan și studenții", Galeria Albert & Tov Boiajian; Erevan
- 2009 - Expoziție dedicată zilei de 8 martie, Uniunea Artiștilor din Armenia, Erevan
- 2009 - Expoziția națională de grafică și sculptură, Uniunea Artiștilor din Armenia, Erevan
- 2010 - Expoziție națională dedicată zilei de 8 martie Uniunea Artiștilor din Armenia, Erevan
- 2011 - Expoziție dedicată zilei de 8 martie Uniunea Artiștilor Plastici, Erevan
- 2011 - Expoziție de grup, Uniunea Artiștilor din Armenia, Erevan
- 2012 - Expoziție dedicată Zilei de 8 martie a Uniunii Artiștilor, Erevan
- 2012 - Expoziție de grup, Galeria de artă "Arame", Erevan
- 2013 - Expoziție în Sucele Bairut, Galeria de Artă Arame, Beirut, Liban
- 2014 - Expoziție dedicată celei de-a 8-a ediții a Uniunii Artiștilor Plastici din martie; Erevan
- 2014 - Expoziție de grup, "Frumusețe în palmă", Galeria de Artă Arame, Beirut, Liban
- 2015 - Expoziție de grup, Uniunea Artiștilor de Dans din Armenia, Erevan
- 2016 - Expoziție dedicată celei de-a 8-a ediții a Uniunii Artiștilor de Marș, Erevan

## Galerie

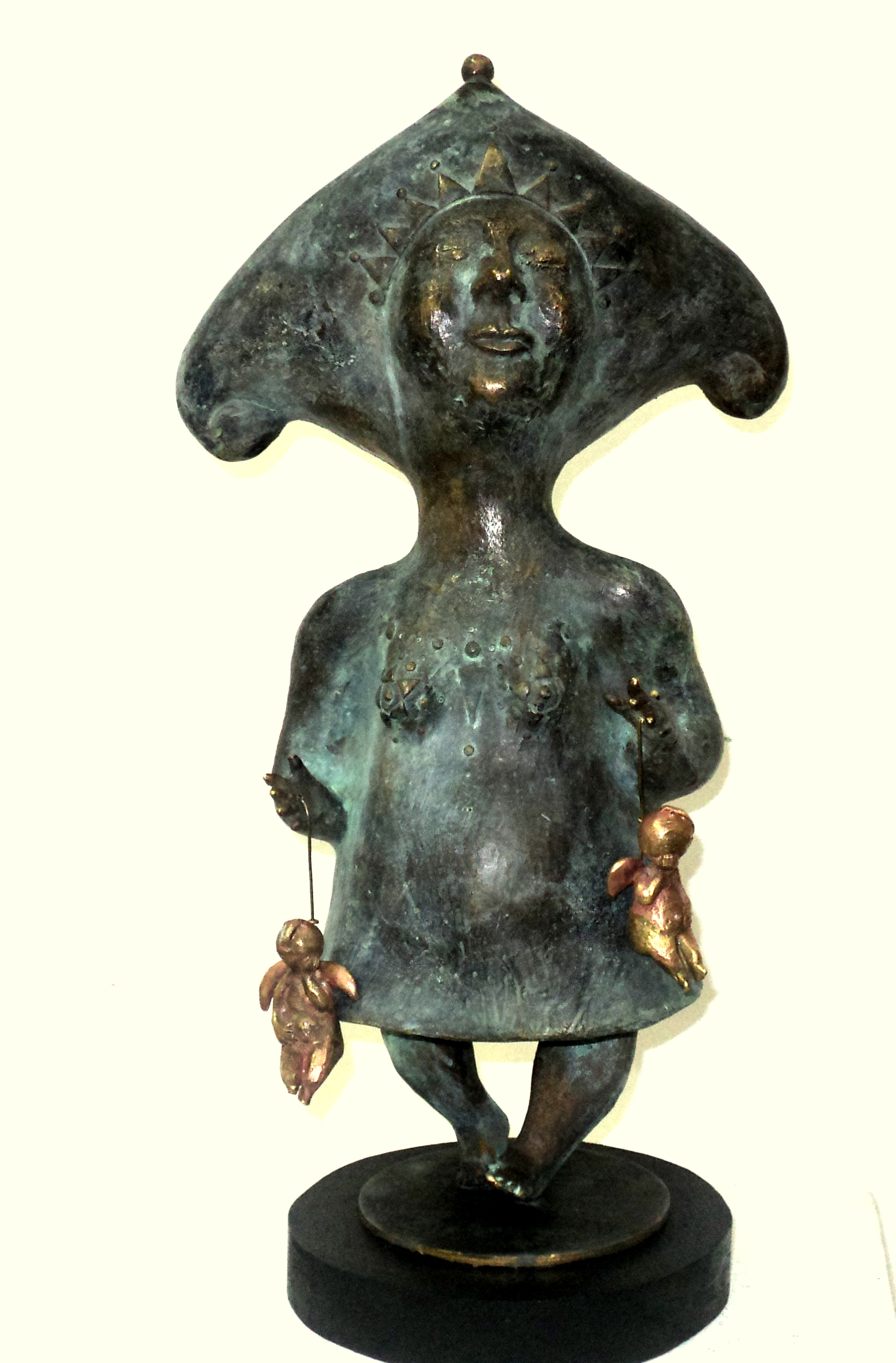
Clovn, bronz